# Michał Raczyński
Michał Raczyński herbu Nałęcz – podczaszy wieluński w latach 1685-1703.
Poseł na sejm 1688 roku, sejm 1695 roku z ziemi wieluńskiej.